# Hawaiian Gardens
Hawaiian Gardens is een plaats (city) in de Amerikaanse staat Californië en valt bestuurlijk gezien onder Los Angeles County.

## Demografie
Bij de volkstelling in 2000 werd het aantal inwoners vastgesteld op 14.779.
In 2006 is het aantal inwoners door het United States Census Bureau geschat op 15.422, een stijging van 643 (4,4%).

## Geografie
Volgens het United States Census Bureau beslaat de plaats een oppervlakte van
2,6 km², waarvan 2,5 km² land en 0,1 km² water.

## Plaatsen in de nabije omgeving
De onderstaande figuur toont nabijgelegen plaatsen in een straal van 8 km rond Hawaiian Gardens.